# Newton (Massachusetts)
Newton ist eine Stadt im Middlesex County im US-Bundesstaat Massachusetts der  Vereinigten Staaten. Das U.S. Census Bureau hat bei der Volkszählung 2020 eine Einwohnerzahl von 88.923 ermittelt.

## Geographie
Newton liegt westlich von Boston und dient mehrheitlich als Wohngegend. Die Stadt stellt eine principal city der Metropolregion Greater Boston dar.
Im Norden grenzt die Stadt an Waltham und Watertown, im Osten an Brookline und Boston, im Süden an Needham sowie im Westen an Wellesley und Weston.

## Geschichte
Newton wurde 1630 besiedelt als Teil von Newetowne, das 1638 in Cambridge umbenannt wurde. 1688 wurde es zu einer eigenständigen Ortschaft namens Cambridge Village. 1691 wurde es in Newtown umbenannt und schließlich 1766 zu Newton. Den Rechtsstatus einer Stadt erhielt Newton 1873.

## Demographie
Laut dem United States Census 2000 lebten 83.829 Einwohner in 31.201 Haushalten und 20.499 Familien. Die Bevölkerung setzte sich aus 88,07 % Weißen, 7,68 % Asiaten und 1,97 % Schwarzen zusammen. Hispanics oder Latinos stellten 2,52 % der Bevölkerung. Das Pro-Kopf-Einkommen betrug 45.708 US-Dollar und 2,1 % der Familien sowie 4,3 % der Bevölkerung lebte unter der Armutsgrenze.

## Söhne und Töchter der Stadt
- Roger Sherman (1721–1793), Politiker
- Joseph Healy (1776–1861), Politiker
- William Jackson (1783–1855), Politiker
- Thomas Bulfinch (1796–1867), Bankier und Schriftsteller
- Caroline M. Sawyer (1812–1894), Schriftstellerin und Herausgeberin
- Alexander H. Rice (1818–1895), Politiker
- Jesse Walter Fewkes (1850–1930), Naturgeschichtler, Zoologe, Ethnologe, Archäologe und Schriftsteller
- Fred Hovey (1868–1945), Tennisspieler
- James Arnold Lowell (1869–1933), Jurist und Politiker
- Frederick Shepherd Converse (1871–1940), Komponist
- Wilmon Henry Sheldon (1875–1980), Philosoph
- Ernest Hatch Wilkins (1880–1966), Romanist und Italianist
- Fiske Kimball (1888–1955), Architekt, Architekturhistoriker und Museumsdirektor
- William Tudor Gardiner (1892–1953), Politiker
- Alphonse Lacroix (1897–1973), Eishockeyspieler
- Arthur Walworth (1903–2005), Schriftsteller
- Bob Howard (1906–1986), Jazz-Sänger und Pianist
- Hallam L. Movius (1907–1987), Archäologe
- John Howes Gleason (1908–2001), Historiker
- Donald S. Harrington (1914–2005), Pfarrer und liberaler Politiker
- Joe Sostilio (1915–2000), Rennfahrer
- Louis Fabian Bachrach (1917–2010), Fotograf
- Alexandra Illmer Forsythe (1918–1980), Informatikerin
- Robert Preston (1918–1987), Schauspieler
- Julian Jaynes (1920–1997), Psychologe
- Ralph Burns (1922–2001), Jazzmusiker
- Harold Barclay (1924–2017), Anthropologe
- Jane Morgan (1924–2025), Sängerin
- Jack Lemmon (1925–2001), Schauspieler
- Barry Russo (1925–2003), Schauspieler
- Wallace H. Nutting (1928–2023), General der United States Army
- Anne Sexton (1928–1974), Dichterin
- Robert Morse (1931–2022), Schauspieler
- Tenley Albright (* 1935), Eiskunstläuferin
- Paul G. Kirk (* 1938), Politiker
- James Simons (1938–2024), Mathematiker und Hedgefonds-Manager
- Russell Banks (1940–2023), Schriftsteller
- Robert F. Foley (* 1941), Generalleutnant der United States Army
- Peter Guber (* 1942), Filmproduzent
- Carol Sudhalter (* 1943), Jazzmusikerin
- Rebecca Parris (1951–2018), Jazzsängerin
- Julie Taymor (* 1952), Regisseurin
- Mark Foley (* 1954), Politiker
- Tal Rabin (* 1962), Informatikerin und Hochschullehrerin
- Mike Mangini (* 1963), Schlagzeuger
- Joseph M. Jacobson (* 1965), Physiker
- Kathryn Erbe (* 1966), Schauspielerin
- Ilya Welter (* 1966), deutsche Synchronsprecherin
- Matt LeBlanc (* 1967), Schauspieler
- Martin Romig (* 1967/1968), deutscher Basketballfunktionär
- Eli Roth (* 1972), Regisseur, Drehbuchautor, Produzent und Schauspieler
- Jesse Heiman (* 1978), Schauspieler
- John Krasinski (* 1979), Schauspieler
- B. J. Novak (* 1979), Schauspieler und Comedian
- Aoife O’Donovan (* 1982), Sänger- und Songwriterin
- Jennifer Kirk (* 1984), Eiskunstläuferin
- Kiko Alonso (* 1990), American-Football-Spieler
- Kendyl Stewart (* 1994), Schwimmerin
- Gracie Gold (* 1995), Eiskunstläuferin
- Zoë Taylor (* 1995), Telemarkerin
- Jessica Chaffin (* vor 2003), Schauspielerin